# Pierre de Saillé
La Pierre de Saillé est un menhir situé à Guérande, en Loire-Atlantique.

## Nom
Le menhir est désigné sous plusieurs noms :
- pierre de Saillé, d'après le bourg de Saillé, à quelque distance au sud ;
- pierre de Congor, d'après le lieu-dit de Congor, à proximité à l'ouest ;
- menhir du Clos-Saint-Aubin, d'après le lieu-dit du Clos-Saint-Aubin, tout proche ;
- menhir du Clos-de-la-Pierre.

## Description
Le mégalithe est une pierre presque rectangulaire, mesurant environ 1,60 m de hauteur sur 1,20 m de largeur et 0,35 m d'épaisseur.

## Historique
Le menhir est mentionné sous le nom de Petra Congor dans une charte de 859 du Cartulaire de l'Abbaye de Redon.
Vers le début du XXe siècle, l'archéologue nantais Pitre de Lisle du Dreneuc mentionne la Pierre de Saillé comme étant les vestiges d'un dolmen. En 1911, l'historien Henri Quilgars indique qu'elle est couchée dans le fossé. Bien qu'il fût un temps envisagé de déplacer le menhir à la Baule-Escoublac, il fut finalement redressé, puis inscrit au titre des monuments historiques en 1984.